# NGC 7037
NGC 7037 في الفهرس العام الجديد، هي مجرة، تقع في كوكبة الدجاجة (كوكبة). اكتشفت في 5 أغسطس 1829 بواسطة جون هيرشل.

## روابط خارجية
- NGC 7037 على موقع ويكي سكاي: DSS2, SDSS, GALEX, IRAS, Hydrogen α, X-Ray, Astrophoto, Sky Map, Articles and images